# Grundtyp
Der Grundtyp ist ein Konzept, das im Rahmen einer Schöpfungsbiologie genannten, dem Kreationismus zugerechneten Theorie dazu dienen soll, den biblischen Schöpfungsbericht mit einer historischen biologischen Wissenschaft in Einklang zu bringen. Anhänger dieser Schöpfungsbiologie glauben, dass die Grundtypen durch Gott geschaffen wurden und sich anschließend durch natürliche Entwicklung in jeweils eine Reihe von verschiedenen Arten weiterentwickelt haben. Sie grenzen sich damit von anderen Kreationisten ab, die eine Evolution generell für unmöglich halten und für die jede Art von Gott separat geschaffen wurde. Innerhalb der Evolutionsbiologie, des Teilbereichs der Biologie, der sich mit der Evolution der Lebewesen befasst, wird das Konzept der Grundtypen als unwissenschaftlich abgelehnt und verworfen, der Begriff wird hier also nicht verwendet.

## Ursprung des Begriffs
Der Begriff „Grundtyp“ (englisch: „basic type“) wurde durch den Mikrobiologen und Evolutionskritiker Siegfried Scherer im Jahr 1993 geprägt. Er wird seitdem vor allem durch Reinhard Junker und andere Vertreter der Studiengemeinschaft Wort und Wissen propagiert, während andere Kreationisten, bei ähnlichen Überzeugungen, teilweise andere Begriffe bevorzugen.
In der Schöpfungsgeschichte der sog. Priesterschrift (einer der beiden Schöpfungsgeschichten der Tora, die als Altes Testament Teil der Bibel geworden ist) schuf Gott die Lebewesen „jedes nach seiner Art“. Für kreationistische Autoren ist dieser Bericht von Gott selbst geoffenbart worden und damit fraglos richtig. Sie räumen aber ein, dass es zwar unmöglich ist, dass Gott irren kann, dass aber der Mensch bei seiner Interpretation des göttlichen Wortes Irrtümer begehen kann, was sich schon daran zeige, dass so viele ernsthafte und gläubige Christen den Text so verschieden auslegen würden. Dadurch ergeben sich, innerhalb gewisser Grenzen, Interpretationsspielräume für eine Naturwissenschaft, sofern sie nicht dem Wortlaut der Heiligen Schrift klar widerspricht. Sie nehmen nun an, dass die „Art“, hebräisch min, nicht der biologischen Definition einer Art entspricht, sondern dass es sich dabei um eine übergeordnete Einheit handelt, die jeweils aus mehreren, bis vielen, Arten bestehen kann. Diese Arten hätten sich seit der Schöpfung durch natürliche Entwicklung aus den Grundtypen entwickelt. Die Grundtypen seien direkt von Gott geschaffen. Sie seien daher weder untereinander verwandt, noch gebe es Übergänge zwischen ihnen.
Im Rahmen des Konzepts wird also die Existenz einer natürlichen Evolution innerhalb der Grundtypen anerkannt, von den Befürwortern Mikroevolution genannt. Eine Evolution der Grundtypen selbst sei hingegen nie erfolgt und auch unmöglich; dafür verwenden sie den (von der Evolutionsbiologie selbst auch verwendeten, aber hier anders definierten) Ausdruck Makroevolution.

### Verhältnis zu anderen kreationistischen Konzepten
Der amerikanische Kreationist Frank Lewis Marsh prägte 1941 (in seinem Buch Fundamental Biology) aus den hebräischen Ausdrücken min (Art, Sorte) und bara (erschaffen) das Kunstwort baramin für die im biblischen Schöpfungsbericht erwähnten „Arten“. Danach wird, vor allem im amerikanischen Sprachraum, die sich selbst als wissenschaftlich verstehende Beschäftigung mit den (erschaffenen) Arten Baraminologie genannt. Für Kreationisten problematisch ist allerdings, dass Marsh seinen neuen Begriff nie präzise definierte und seine Beschreibung in verschiedenen Werken untereinander im Widerspruch sind. Zunächst stand für ihn im Zentrum die Fortpflanzung; demnach wären baramin dadurch definiert, dass es zwischen ihnen keine Hybridisierung gäbe. Später modifizierte er seine Ansicht dahin, dass es vor allem auf die Verschmelzung der Keimzellen bei der Befruchtung ankäme, auch wenn der entstehende Keim oder Embryo nicht lebensfähig sei. Noch später änderte er seine Meinung erneut, jetzt kam es ihm vor allem auf morphologische Unterschiede an, während die Hybridisierung nur das Kriterium für die Unterscheidung bilden solle. Da nun Definition und das dafür verwendete Kriterium übereinstimmen, wurde seine Definition dadurch allerdings tautologisch.
Scherers „basic kind“ war nun ein Versuch, durch eine neue Definition diese Probleme zu lösen. Kritiker aus den Reihen der Kreationisten wiesen allerdings auf zahlreiche Probleme mit Scherers Definition hin (die von Scherer freimütig eingeräumt wurden). Eine Hybridisierung kann, neben erfolgreich (es gibt lebensfähige Nachkommen) und erfolglos (es können keine Nachkommen gebildet werden) zahlreiche Zwischenstadien von mehr oder weniger vitalen Nachkommen umfassen, so dass alle möglichen graduellen Übergänge zu berücksichtigen sind. Die Bildung von hybridem Nachwuchs kann an mehr oder weniger äußerlichen Gründen scheitern, obwohl sie prinzipiell möglich wäre. Außerdem wäre es logisch nicht einsichtig, in welchem Zusammenhang Individuen mit morphologischen Ähnlichkeiten bzw. Unterschieden, die jeweils entweder hybridisieren können oder nicht, zueinander ständen. Dadurch sei es unmöglich, durch die Untersuchung realer Lebewesen die geschaffenen baramin (oder Grundtypen in Scherers Terminologie) tatsächlich zu erkennen. Die meisten der amerikanischen Kreationisten haben daher Scherers Begriff verworfen und stattdessen ein modifiziertes Konzept der baramin definiert, dass von Scherers Definition abweicht.

## Definition
Wichtigstes Kriterium für Scherer ist die Möglichkeit der zwischenartlichen Kreuzung: „Zwei Arten, die durch zwischenartliche Kreuzungen miteinander verbunden sind, gehören zu einem Grundtyp“. Scherer wandelt hier, wie andere vor ihm, das Konzept der Biospezies des Biologen Ernst Mayr ab. Da die Kreuzbarkeit zwischen Arten oft schwer erforschbar und für zahlreiche Arten unbekannt ist, erkennt Scherer auch einen indirekten Nachweis dafür über eine dritte Art an: „Zwei Arten, welche mit der gleichen dritten Art durch Kreuzungen verbunden sind, gehören zum gleichen Grundtyp.“ So seien in der Familie der Habichtartigen (Accipitridae) zwar nur zwischen wenigen Arten tatsächlich Hybride nachgewiesen, diese lägen aber zum Teil zwischen Arten aus unterschiedlichen Unterfamilien vor, so dass vermutet werden könne, dass alle Habichtartigen einen Grundtyp bildeten. Aufgrund der Beobachtung, dass es auch bei zwischenartlichen Kreuzungen Übergänge im Grad der Vitalität der Embryonen gibt, so dass die Verschmelzung der Keimzellen allein als Nachweis einer Hybridisierung, wie zeitweise von Marsh angenommen, riskant ist, wird ein drittes Kriterium vorgeschlagen: „Wenn eine Zygote aus Keimzellen zweier Arten nach der maternalen Phase der Entwicklung die Embryogenese unter koordinierter Ausprägung des paternalen und maternalen Erbgutes fortsetzt, gehören die Eltern zum gleichen Grundtyp“.

## Beispiele
Kreationisten haben eine Reihe von Kandidaten für Grundtypen vorgeschlagen, für die einige Kreuzbarkeiten aus der Literatur belegt sind.
- der Mensch: Kreationisten weisen die Auffassung zurück, der Mensch und der Affe hätten einen gemeinsamen Vorfahren. Die Kreationistin Sigrid Hartwig-Scherer meint, dass Homo erectus, der Neandertaler und der moderne Mensch (Homo sapiens) zu demselben Grundtyp (Mensch) gehören, während die Australopithecinen zu einem anderen Grundtyp gehören und mit dem Menschen nicht verwandt seien.
- die Canidae (Hunde): Ähnlich wie bei den Katzen lassen sich alle Hundearten auf einen gemeinsamen Urahnen zurückverfolgen (s. Hesperocyon). Die Kreuzbarkeit ist z. B. nachgewiesen für Rotfuchs x Eisfuchs (Alopex), Rotfuchs x Graufuchs (Urocyon) sowie zwischen Haushund und Wolf.
- die Camelidae (Kamelartige): Hier ist von den Kamelen und den Lamas bekannt, dass sie sich miteinander kreuzen lassen. Sie gelten in der Biologie als verschiedene Gattungen.
- Crocodylia (Krokodile) – einschließlich aller Arten der Alligatoren, Krokodile und Ghariale. Diese sind allerdings nicht miteinander kreuzbar.
- Elefant: Der Afrikanische (Loxodonta africana) und der Indische Elefant (Elephas maximus) sind normalerweise nicht miteinander kreuzbar, es ist ein einziger im Zoo gezeugter Hybrid verbürgt (Motty genannt), der aber nur wenige Tage überlebte. Sie werden als zwei Arten derselben Familie (Elephantidae) geführt.
- Entenvögel (Anatidae): 126 der 149 Arten der Anatidae sind direkt oder indirekt durch Kreuzungen verbunden.
- Weizenartige (Tribus Triticeae): Über 300 Biospezies, viele hundert Art- und Gattungskreuzungen. Gut erforscht.
- Kernobstgewächse: 24 Gattungen mit über 200 Arten; die Bastarde sind vital. Gezielte systematische Kreuzungen wurden bisher noch nicht durchgeführt.

Ein Grundtyp umfasst also mehr als das populationsgenetische Artkonzept der Biologie. Die Biologie kennt verschiedene Artkonzepte. Das Kriterium beim Grundtyp ist, ob Nachkommen erzeugt werden können. Der Grundtyp befindet sich daher oft auf der Ebene der biologischen Familie. (Vgl. auch den gut verständlichen Artbegriff von Ernst Mayr).

## Artbildung im Grundtypkonzept

Entstehung der Rassen aus Grundtypen durch Verarmung des Genpools
„Kreationistischer Stammbaum von Oben“

Im Grundtypkonzept ist eine Aufspaltung eines Grundtyps in mehrere Arten in vielen Fällen gegeben (siehe Grafik), so dass die Zahl der Grundtypen vermutlich viel geringer sei als diejenige der Arten. Scherer geht dabei davon aus, dass die Grundtypen von Gott schon mit einer merklichen Variabilität geschaffen worden seien. Diese ursprünglich recht geringen Unterschiede hätten sich dann über natürliche (Mikro-)Evolution verstärkt. So soll das Grundtypen-Konzept die Funde von Fossilien ausgestorbener Arten erklären, die in ihrer Morphologie von den lebenden Arten abweichen. Die Mikroevolution von Arten innerhalb der Grundtypen kann dabei völlig entsprechend zur biologischen Artbildung, durch Isolation von Populationen mit Unterbrechung des Genflusses zwischen ihnen, ablaufen, hierzu macht das Konzept des Grundtyps keine besonderen Aussagen. „Schöpfungswissenschaftler“ betonen gegenüber Evolutionsbiologen aber, dass der Grundtyp mit seinem spezifischen Bauplan durch das Wirken der Evolution nicht verändert werden kann. Artbildung erfolge eher über kleinteilige Optimierung durch Adaptation an bestimmte Umweltfaktoren, also eher Variation gegebener Formen als die Entstehung völlig neuer.

## Verhältnis zur Evolutionsbiologie
Das Konzept der Grundtypen ist keine wissenschaftliche Theorie und spielt in der Evolutionsbiologie keine Rolle. Seine Rechtfertigung liegt nicht in wissenschaftlichem Erkenntnisgewinn, sondern, im Rahmen eines Schöpfungs-Paradigmas, in dem Versuch, wissenschaftliches Denken und Forschen mit einem wortinspirierten christlichen Glauben irgendwie vereinbar zu machen. Reinhard Junker drückt das, wie viele andere Kreationisten in ähnlicher Weise, so aus: „Für eine bibelorientierte Wissenschaft gilt – auch angesichts enormer Probleme –, daß die Aussagen der Heiligen Schrift Vorrang vor empirisch begründeten Theorien haben, auch wenn diese gut durch Daten gestützt zu sein scheinen.“ Zwar könne im Rahmen der schöpfungsorientierten Wissenschaft angeblich auch die Natur erklärt werden, aber in Zweifelsfällen gilt immer das Primat der offenbarten Heiligen Schrift gegenüber der fehlbaren Vernunft. Im Gegensatz zu kreationistischen Ansätzen wie Intelligent Design beruht das Grundtypen-Konzept aber offen und klar auf der christlichen Lehre.
Vor der Evolutionstheorie Darwins wurden den Grundtypen ähnliche Konzepte auch innerhalb der Wissenschaft vertreten. Durch den Naturforscher Georges Cuvier (Le règne animal distribué d'après son organisation, 1817) wurde etwa die Tierwelt nach ihrer Morphologie in vier grundlegende Baupläne eingeteilt (Wirbeltiere, Weichtiere, Strahlentiere, Gliedertiere). Eine Evolution zwischen den Bauplänen war seiner Ansicht nach unmöglich (wodurch er in eine erbitterte Kontroverse mit seinem Landsmann Étienne Geoffroy Saint-Hilaire geriet, der das Gegenteil annahm; die Kontroverse ist in der Wissenschaftsgeschichte als Pariser Akademiestreit berühmt geworden). Erst mit der Entwicklung der Evolutionstheorie wurden solche Vorstellung in den Naturwissenschaften verworfen.
Die Evolutionsbiologie hat, anders als von der „Schöpfungswissenschaft“ unterstellt, trotz mannigfaltiger Probleme im Detail, keine prinzipiellen Schwierigkeiten, eine Makroevolution zu erklären. Auch aus Sicht der Evolutionsbiologie ist die evolutive Konstanz zahlreicher grundlegender Baupläne, bei gleichzeitiger Variabilität vieler anderer Merkmale, ein wissenschaftliches Problem, die Forscher sind aber zuversichtlich, es im Rahmen des methodischen Naturalismus lösen zu können.